# یواس‌اس منهادن (اس‌اس-۳۷۷)
یواس‌اس منهادن (اس‌اس-۳۷۷) (به انگلیسی: USS Menhaden (SS-377)) یک زیردریایی بود که طول آن ۳۱۱ فوت ۹ اینچ (۹۵٫۰۲ متر) بود. این زیردریایی در سال ۱۹۴۴ ساخته شد.
منهادن اولین زیردریایی و دومین کشتی نیروی دریایی ایالات متحده بود که به این نام به خاطر ماهی دریایی از خانواده شاه ماهی که از ساحل اقیانوس اطلس از نیوانگلند به سمت جنوب به وفور یافت می‌شود، نامگذاری شد.